# Nyctiphantus
Nyctiphantus là một chi bọ cánh cứng trong họ Chrysomelidae.
Chi này được miêu tả khoa học năm 1902 bởi Semenov.

## Các loài
Các loài trong chi này gồm:
- Nyctiphantus bergi (Semenov, 1906)
- Nyctiphantus bicoloripennis Medvedev, 2005
- Nyctiphantus costos Semenov, 1902
- Nyctiphantus hirtus (Weise, 1885)
- Nyctiphantus nocturnus (Semenov, 1891)